# 685

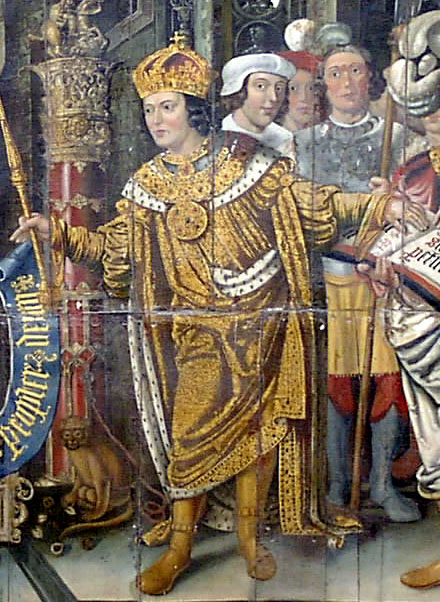
Cædwalla van Wessex (ca. 659-689)

Het jaar 685 is het 85e jaar in de 7e eeuw volgens de christelijke jaartelling.

## Gebeurtenissen

### Byzantijnse Rijk
- Keizer Constantijn IV overlijdt aan dysenterie na een regeerperiode van 17 jaar en wordt opgevolgd door zijn zoon Justinianus II. Hij moet het Byzantijnse Rijk beschermen tegen de Slavische volkeren die de rijksgrens bedreigen.

### Brittannië
- Slag bij Nechtansmere: Koning Ecgfrith van Northumbria valt Pictland (huidige Schotland) binnen en wordt in Forfarshire tijdens de veldslag vernietigend verslagen. Hij wordt na zijn dood opgevolgd door zijn halfbroer Aldfrith.
- Koning Centwine van Wessex overlijdt na een regeerperiode van 9 jaar en wordt opgevolgd door Cædwalla. Hij herstelt het centrale gezag tegenover diverse onderkoningen en maakt plannen voor een veldtocht tegen Sussex.
- Eadric, zoon van Egbert I van Kent, komt in opstand tegen zijn oom Hlothhere. Hij verslaat hem in een veldslag en laat zich na zijn dood tot koning van Kent kronen.

### Arabische Rijk
- Kalief Marwan I overlijdt in Damascus ten gevolge van een pestepidemie. Hij regeert het Omajjaden-kalifaat slechts 1 jaar en wordt opgevolgd door zijn zoon Abd al-Malik.
- De Arabieren belegeren en veroveren de stad Balkh in Bactrië (Afghanistan). De Turki Shahi's trekken zich terug naar de Kabul-vallei. (waarschijnlijke datum)

### China
- Keizerin Wu Zetian van de Tang-dynastie stuurt een paar reuzenpanda's naar het Japanse hof van keizer Tenmu om de diplomatieke betrekkingen te versterken.

## Geologie
- De Asama-vulkaan, gelegen in het centrale deel van het Japanse eiland Honshu, komt tot uitbarsting.

## Religie
- 26 maart - Cuthbertus wordt in York door aartsbisschop Theodorus van Tarsus met zes collega-bisschoppen ingewijd. Hij verzorgt de slachtoffers tijdens een epidemie.
- 8 mei - Paus Benedictus II overlijdt in Rome na een pontificaat van slechts 11 maanden. Hij wordt opgevolgd door Johannes V als de 82e paus van de Katholieke Kerk.

## Geboren
- Floribertus, bisschop van Luik (waarschijnlijke datum)
- Shantideva, Indiaas filosoof (waarschijnlijke datum)
- Theodo III, hertog van Beieren (waarschijnlijke datum)
- Xuan Zong, keizer van het Chinese Keizerrijk (overleden 762)

## Overleden
- 6 februari - Hlothhere, koning Kent
- 7 mei - Marwan I (62), Arabisch kalief
- 8 mei - Benedictus II, paus van de Katholieke Kerk
- 20 mei - Ecgfrith, koning van Northumbria
- Constantijn IV (33), keizer van het Byzantijnse Rijk
- Eanfled, koningin van Northumbria (waarschijnlijke datum)